# اسپرینگستین ۲۳۹۹۰
سیارک ۲۳۹۹۰ (به انگلیسی: 23990 Springsteen، نامگذاری:1999RM1) بیست و سه هزار و نهصد و نودمین سیارک کشف شده‌است که در ۴ سپتامبر ۱۹۹۹ کشف شد.
قدر مطلق سیارک برابر ۱۶٫۴۰ است.